# Paul Harteck
Paul Karl Maria Harteck, né le 20 juillet 1902 et mort le 22 janvier 1985, est un physicien autrichien spécialiste de chimie physique.

## Biographie
En 1934, il est le codécouvreur du tritium.
Durant la Seconde Guerre mondiale, il est membre du projet nucléaire allemand. À ce titre, il est arrêté par les Alliés et incarcéré quelques mois en 1945 dans le cadre de l'opération Epsilon.
En 1961, il reçoit la médaille Wilhelm Exner.